# 공책

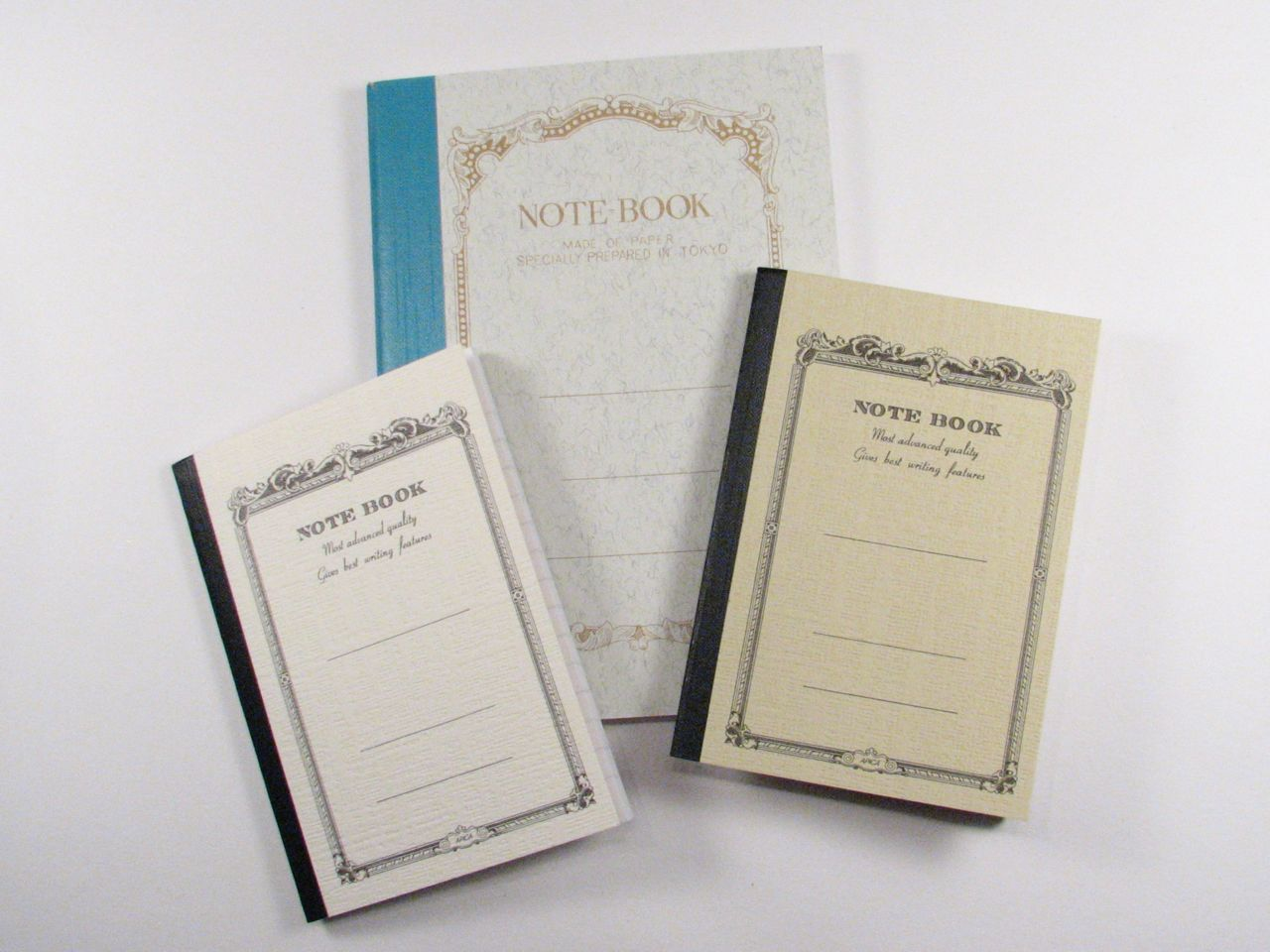
공책들의 모습.

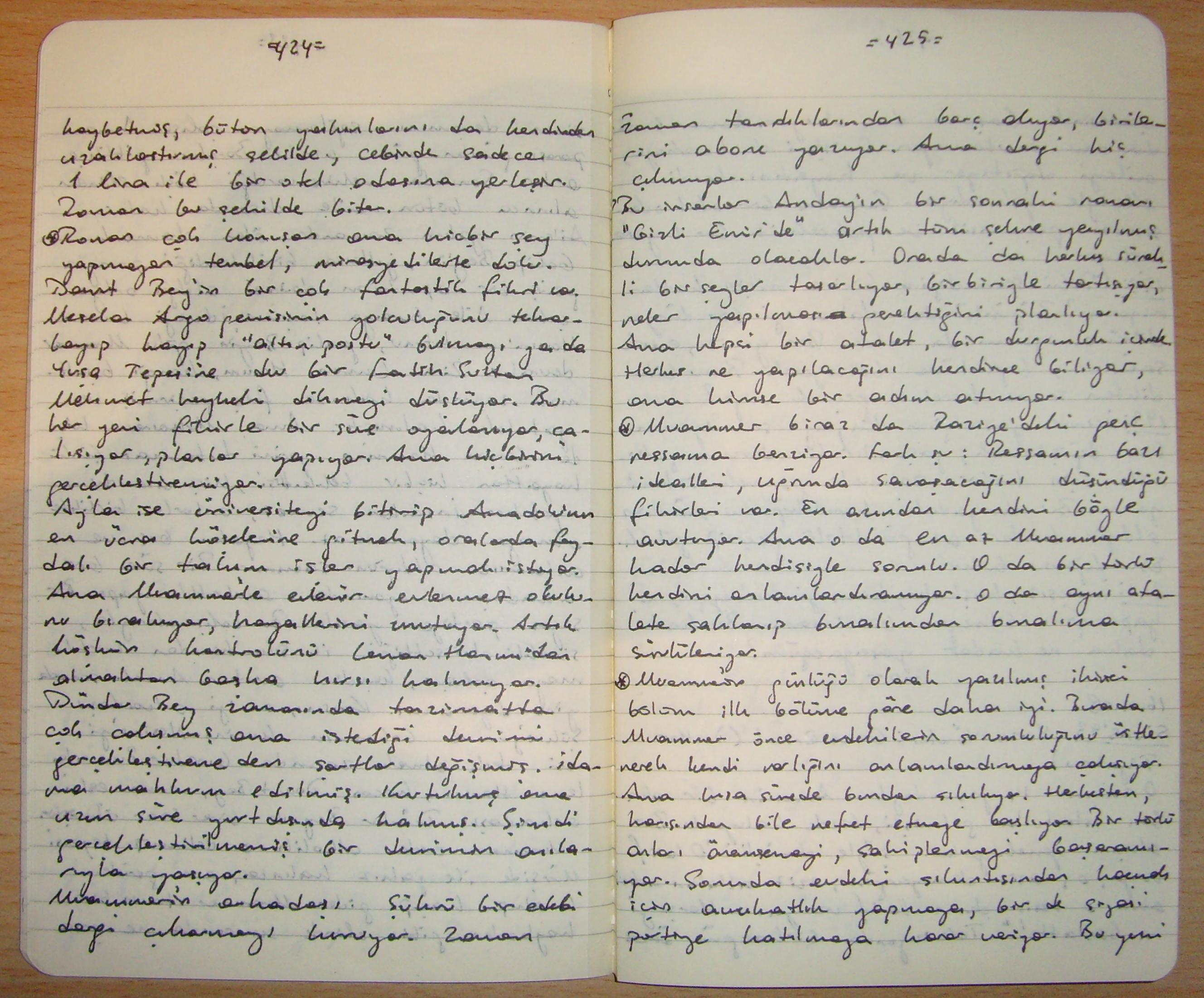
공책에 적힌 노트

공책(영어: Notebook)은 쓰기, 그리기, 스크랩북(Scrapbook) 등의 용도로 사용할 수 있는 종이들로 이뤄진 책이다. 메모지(memo紙), 노트(note), 노트북(notebook)이라고도 한다. 주로 그림을 그리는 스케치북(sketchbook)과는 달리 주로 필기를 위해 사용하는 용도로 사용한다.
공책은 여러 크기와 하부 크기에 따라 구별할 수 있다.

## 분류
- 표면 재질

대개 연필, 펜(볼펜, 만년필, 젤펜 등)으로 쓰기 적당한 모조지 혹은 적정 비율의 재생지 등이 사용된다. 고급 제품의 경우, 백상지나 벨룸지 등이 사용되기도 한다. 75gsm 정도의 평량이 주로 사용된다.
- 크기, 무게

학생용으로는 대개 B5 정도의 크기가 많이 사용된다. 대학용 공책에는 A4 크기도 사용된다. 일반적으로 사용되는 제본 공책은 보통 30매(60페이지) 정도가 일반적이며, 대학용 공책, 링 바운드 공책, 바인더 공책 등의 경우 드물게 100매 이상인 것도 있다.
- 바인딩, 커버 재질(인쇄, 그래픽 포함)

제본 공책과 링 바운드 공책, 바인더 공책이 있다. 제본 공책은 접착제나 실로 페이지를 묶는다. 일반적으로 접착제를 발라 제본하며, 고급 제품은 양장본처럼 실로 스파인을 만들며 폈을 때 잘 펴지는 장점이 있다. 접착 공책 중에서도 페이지를 붙이는 것이 아닌, 외부에 종이나 필름을 덧대어 묶는 방식('일본식 공책')도 있어, 이 경우 비교적 잘 펴진다. 링 바운드 공책은 금속제(드물게는 플라스틱제도 있다) 스프링으로 엮는 것으로, 쉽게 넘길 수 있고, 필요시에 페이지를 쉽게 뜯어 버릴 수 있고, 비교적 많은 페이지도 수납할 수 있으며, 제본이 손상될 우려가 적고, 필요 시 접어서 사용하는 것이 가능한 장점이 있다. 바인더 공책은 링 바인더에 미리 천공된 속지를 넣어 사용하며, 필요한 경우 쉽게 페이지를 전후로 삽입하거나 빼는 등이 가능한 장점이 있다. 그 외에 스테이플러로 철한 노트도 있다.
- 미리 인쇄된 쓰기 표면 재질(선, 그래픽, 문자열)

대부분은 중국, 대한민국, 베트남, 독일 등에서 많이 사용되는 공책은 나선(가로선) 공책과 무선 공책이다. 나선 공책은 7mm 정도의 간격으로 가로선이 그어져 있다. 필요에 따라 세로선을 긋거나 들여쓰기하기 좋도록 점이 찍혀 있는 경우가 많으며, 공책에 따라서는 2cm 정도 지점에 세로선이 있어 들여쓰기하기 편하도록 되어 있는 공책도 있다. 대개의 공책은 나선 혹은 무선이나, 수입되는 공책 중에 일부가 방안(격자) 인쇄가 된 것도 있다. 그 외에 취학 아동을 위한 국어 공책, 수학 공책, 영어 습자용 영어 공책, 오선지가 그려진 음악 공책 등이 존재한다.

## 같이 보기
- 문방구
- 노트필기